# Lepezastoperajne udičarke
Lepezastoperajne udičarke (Caulophrynidae), porodica od 5 ribljih vrsta iz reda udičarki ili Lophiiformes raširenih u sva tri velika oceana. 
Naziv ovim udičarkama dolazi po oblicima peraja. Stanovnici su velikih morskih dubina, poglavito od 900 metara dubina i dublje. To su grabežljivci s naročitim organima za privlačenje plijena, po čemu i cijeli ovaj red nosi naziv udičarke. Ovaj organ je u stvari modificirana leđna zraka poznata kao illicium, ali kod ove porodice nije prisutan bioluminescentni mamac kao kod ostalih udičarki.
Mužjaci su veličine tek za desetinu od dužine ženki, koje narastu desetak ili petnaestak centimetara, pa cijeli svoj život kad postanu spolno zreli provode parazitski vezani uz nju.

## Vrste
1. Caulophryne bacescui Mihai-Bardan, 1982
2. Caulophryne jordani Goode & Bean, 1896
3. Caulophryne pelagica (Brauer, 1902)
4. Caulophryne polynema Regan, 1930
5. Robia legula Pietsch, 1979

Za Caulophryne pietschi Balushkin & Fedorov, 1985, ustanovljeno je da je sinonim za vrstu Caulophryne pelagica (Brauer, 1902)	
- Caulophryne pelagica
- Caulophryne jordani